# Sternotomis amabilis
Sternotomis amabilis là một loài bọ cánh cứng trong họ Cerambycidae.